# Lethenteron ninae
Lethenteron ninae is een kaakloze vissensoort uit de familie van de prikken (Petromyzontidae). De wetenschappelijke naam van de soort is voor het eerst geldig gepubliceerd in 2009 door Naseka, Tuniyev & Renaud.